# Визначення FAI щодо польотів людини в космос
Міжнародна авіаційна федерація (FAI) визначає політ людини в космос як політ екіпажу, що відбувається вище лінії Кармана (100 км). Однак попередні визначення та правила FAI щодо польотів людини в космос вимагали присутності пілота в космічному кораблі під час приземлення для того, щоб його рекорд космічного польоту був визнаний дійсним, що викликало суперечки.

## Загальний огляд
12 квітня 1961 року радянський космонавт Юрій Гагарін став першою людиною в космосі, здійснивши політ на кораблі «Восток-1», який перебував на орбіті Землі 108 хвилин. Під час входу в атмосферу і приземлення Гагарін катапультувався зі свого космічного корабля і приземлився окремо зі своїм космічним кораблем за 26 км (16 миль) на південний захід від Енгельса (Саратовська область) за координатами 51,270682° пн. ш. 45,99727° сх. д. Фермер і її онука, Рита Нурсканова, спостерігали за спуском Гагаріна, і перша допомогла йому розстебнути шолом.
У той час Міжнародна федерація аеронавтики вимагала, щоб пілоти космічних кораблів приземлялися всередині своїх апаратів, щоб їхні рекорди були підтверджені, що було перенесено з авіації, оскільки в останньому випадку пілоти не заохочуються жертвувати собою заради авіаційних рекордів. До «Восток-1» політ американського пілота Івена Кінчелоу на Bell X-2 був описаний деякими джерелами, як-от South Bend Tribune, як перший політ у космос з екіпажем, який досяг висоти 126 200 футів, хоча й не долетів до лінії Кармана.
Через цю розбіжність радянські чиновники опустили факт приземлення корабля «Восток-1», щоб претендувати на космічні рекорди FAI. Однак після місії «Восток-2», під час якої радянський космонавт Герман Титов став першою людиною, яка провела добу на орбіті, стало відомо, що Титов приземлився, перебуваючи поза капсулою.

Космічний журналіст Джеймс Оберг повідомив, що під час конференції Міжнародної федерації аеронавтики в Парижі, Франція, генеральний директор цієї організації поставив радянським представникам запитання щодо розташування пілота під час приземлення відносно космічного корабля, вимагаючи при цьому документацію, яка підтверджує присутність Гагаріна в космічній капсулі під час приземлення. У відповідь радянський представник засудив такі вимоги як «обструкціонізм» і заявив:
Запитайте американців, чи вірять вони, що ці записи, які вимагаються для Гагаріна, дійсно були зроблені. Усі люди світу вже схвалили політ Гагаріна і прийняли його як факт.
Урешті-решт FAI визнала і підтвердила історичну версію СРСР про те, що Гагарін перебував всередині капсули під час приземлення.
На відміну від Титова, фактична інформація про посадку «Восток-1» не була відома до 1971 року, що було детально описано в книзі, опублікованій радянським космічним кореспондентом Євгеном Рябчиковим. Через технічну сторону справи деякі новіші джерела, як-от Tech Republic, припустили, що Гагарін «незаконно» завершив пілотований космічний політ відповідно до керівних принципів FAI. Крім того, в усіх пілотованих місіях «Восток» перед приземленням відбувалися катапультування пілотів, і прагматичні аргументи стверджували, що Гагарін, хоча і є першою людиною, яка полетіла в космос, не може вважатися першою людиною, яка фактично завершила орбіту навколо Землі. Натомість, згідно з цією логікою, корабель Джона Гленна «Friendship-7», виведений на орбіту в рамках місії НАСА Mercury-Atlas 6, за тодішніми правилами FAI може вважатися таким, що здійснив політ на орбіту.
У серпні 2022 року, за повідомленням «Taiwan News», хакерський колектив Anonymous зіпсував китайський вебсайт нерухомості і згадав положення розділу 8, параграф 2.15, пункт b спортивного кодексу Міжнародної федерації аеронавтики (FAI) про те, що політ вважається незавершеним, якщо «будь-який член екіпажу остаточно залишає космічний корабель під час польоту». Саме це сталося з «Восток-1», оскільки його пілот катапультувався з капсули перед посадкою. Анонім навіть стверджував, що оскільки й інші космічні польоти «Востока» слідували цій практиці, Алан Шепард і Джон Гленн, які перебували всередині своїх капсул, коли вони впали, повинні вважатися першими людьми в космосі. Надалі Anonymous продовжили провокувати суперечки, зламавши вебсайт ООН Event Proposal Tool.

## Прийом
Параметри польоту людини в космос були змінені: технологічним досягненням щодо пілотованих космічних польотів визнається запуск, вихід на орбіту і безпечне повернення людини незалежно від способу її приземлення. Рекорди FAI, встановлені Гагаріним і Титовим — зокрема, тривалість орбітального польоту (108 хвилин), найбільша висота польоту на навколоземній орбіті для одного пілотованого космічного корабля (яка залишається незмінною станом на серпень 2022 року — 327 км) і найбільша маса, піднята в навколоземному орбітальному польоті (4725 кг), — залишилися недоторканим, тоді як сам спортивний орган створив медаль Гагаріна, яка щорічно вручається на честь найбільших досягнень у галузі людських космічних польотів. Гагарін визнаний на міжнародному рівні як перша людина, яка здійснила політ у космос і першою піднялася на орбіту Землі.